# Don L
Gabriel Linhares da Rocha (Brasília, 18 de janeiro de 1981), mais conhecido pelo nome artístico Don L, é um rapper e compositor brasileiro, considerado um dos nomes mais influentes do rap nacional na atualidade. Foi, ao lado de Nego Gallo, um dos um dos criadores do grupo brasileiro de rap e hip hop, Costa a Costa, que ganhou destaque no cenário nacional em 2006 ao vencer o Prêmio Hutúz, então a principal premiação brasileira do hip hop, na categoria Destaque Norte/Nordeste.

## Discografia
Plano B & Brigada Sonora de Rua
| Ano  | Mixtape          | Ref. |
| ---- | ---------------- | ---- |
| 2004 | De Costa a Costa | [22] |

### Costa a Costa
| Ano  | Mixtape                                             | Ref.  |
| ---- | --------------------------------------------------- | ----- |
| 2007 | Dinheiro, Sexo, Drogas e Violência de Costa a Costa | [ 7 ] |

### Carreira Solo
| Ano  | Álbum                      | Ref.  |
| ---- | -------------------------- | ----- |
| 2017 | Roteiro Pra Aïnouz, Vol. 3 | [ 8 ] |
| 2021 | Roteiro Pra Aïnouz, Vol. 2 | [ 9 ] |

| Ano  | Mixtape                           | Ref.   |
| ---- | --------------------------------- | ------ |
| 2013 | Caro Vapor/Vida e Veneno de Don L | [ 10 ] |

| Ano  | Single                                                 | Ref.   |
| ---- | ------------------------------------------------------ | ------ |
| 2015 | Verso Livre Nº 1 (Giramundo)                           | [ 11 ] |
| 2016 | Chapei (com Laysa)                                     | [ 12 ] |
| 2017 | Laje das Ilusões                                       | [ 13 ] |
| 2018 | Verso Livre Nº 2(018)                                  | [ 14 ] |
| 2018 | Verso Livre/O Mundo É Nosso, Pt. 2 (com Eddu Ferreira) | [ 15 ] |
| 2019 | Não Escute Meus Raps                                   | [ 16 ] |
| 2020 | kelefeeling (verso livre)                              | [ 17 ] |
| 2020 | Flor da Pele (com Victor Xamã)                         | [ 18 ] |
| 2021 | Na Batida da Procura Perfeita                          | [ 19 ] |

## Prêmios e Indicações
| Ano  | Prêmio                    | Categoria     | Nomeação                      | Resultado | Ref.          |
| ---- | ------------------------- | ------------- | ----------------------------- | --------- | ------------- |
| 2021 | Prêmio Nacional RAP TV    | Melhor Música | Na Batida da Procura Perfeita | Venceu    | [ 20 ]        |
| 2021 | Prêmio Arcanjo de Cultura | Música        | Don L                         | Venceu    | [ 21 ]        |
| 2022 | MTV Millennial Awards     | Albaum do Ano | Roteiro pra Aïnouz – Don L    | Indicado  | [ 22 ] [ 23 ] |